# Raoulia petriensis
Raoulia petriensis là một loài thực vật có hoa trong họ Cúc. Loài này được Kirk miêu tả khoa học đầu tiên năm 1877.